# Kakwa (langue nilotique)
Pour les articles homonymes, voir Kakwa.
Cet article concerne une langue d’Afrique. Pour le kakwa, une langue d’Amérique du Sud, voir Kakua.
Le kakwa (autonyme : kutu na Kakwa ou kutu na Kakua, [kʊ́tʊ́ nà kákwà]) est une langue nilo-saharienne de la branche des langues nilotiques orientales parlée dans le Nord-Ouest de l’Ouganda, dans le Soudan du Sud, ainsi que dans la Province Orientale de la République démocratique du Congo.

## Classification
Le kakwa est une langue nilo-saharienne classée dans le sous-groupe nilotique oriental, rattaché aux langues soudaniques orientales.

Le kakwa fait partie du sous-groupe des langues bari qui comprend le bari, le mandari ainsi que le nyangwara, le pöjulu, le ngyepu et le kuku. Voßen traite ces parlers comme des dialectes du bari, mais utilise aussi le terme de langues bari pour les désigner. 

## Écriture
| a  | b  | ’b | d  | ’d | e   | g | gb | h   | i  | j   | k  |
| kp | l  | m  | mb | ŋ  | ŋmn | n | nd | ndr | ng | ngb | nj |
| nz | ny | o  | p  | r  | s   | t | u  | w   | y  | ’y  | z  |

Au Soudan du Sud, l’orthographe du Sudan Literature Centre utilise aussi la lettre ö.

## Phonologie
Les tableaux présentent les voyelles et les consonnes du kakwa.

### Voyelles
|         | Antérieure  | Centrale | Postérieure |
| ------- | ----------- | -------- | ----------- |
| Fermée  | i [i] ɪ [ɪ] |          | u [u] ʊ [ʊ] |
| Moyenne | e [e] ɛ [ɛ] | ö [-]    | o [o] ɔ [ɔ] |
| Ouverte |             | a [a]    |             |

### Deux types de voyelles
Le kakwa, comme les autres langues nilotiques, différencie les voyelles selon leur lieu d'articulation. Elles sont soit prononcées avec l'avancement de la racine de la langue, soit avec la rétraction de la racine de la langue.

Les voyelles avec avancement de la racine de la langue sont [i], [e], [o], [ö], [u]. 
Les voyelles avec rétraction de la racine de la langue sont [ɪ], [ɛ], [ɔ],  [a], [ʊ].

### Consonnes
|              |              | Labiales | Alvéolaires | Latérales | Dorsales | Dorsales | Glottales |
| ------------ | ------------ | -------- | ----------- | --------- | -------- | -------- | --------- |
| Palatales    | Vélaires     | Labiales | Alvéolaires | Latérales |          |          | Glottales |
| Occlusives   | Sourde       | p [p]    | t [t]       |           |          | k [k]    | ʔ [ʔ]     |
| Occlusives   | Sonore       | b [b]    | d [d]       |           |          | g [g]    |           |
| Occlusives   | Implosive    | ɓ [ɓ]    | ɗ [ɗ]       |           | ʾy [ʄ]   |          |           |
| Fricative    | Fricative    |          |             | s [s]     |          |          |           |
| Affriquée    | Affriquée    |          |             |           | j [d͡ʒ]   |          |           |
| Nasale       | Nasale       | m [m]    | n [n]       |           | ɲ [ɲ]    | ŋ [ŋ]    |           |
| liquide      | liquide      |          | r [r]       | l [l]     |          |          |           |
| Semi-voyelle | Semi-voyelle | w [w]    |             |           | y [j]    |          |           |

### Unelangue tonale
Le kakwa compte quatre tons, haut, bas, moyen et haut-bas.